# Високе (Охтирський район)
Висо́ке — село в Україні, у Чернеччинській сільській громаді Охтирського району Сумської області. Населення становить 461 чол. Колишній орган місцевого самоврядування — Височанська сільська рада.

## Географія
Село знаходиться на правому березі річки Охтирка, вище за течією на відстані 1 км розташоване село Веселий Гай, нижче за течією примикає село Вербове. Поруч проходить автомобільна дорога Р46. На відстані 1,5 км розташований військовий аеродром, де до 24.09.1999 базувався 809 УАП Харківського інституту льотчиків.

## Історія
12 червня 2020 року, відповідно до розпорядження Кабінету Міністрів України № 723-р «Про визначення адміністративних центрів та затвердження територій територіальних громад Сумської області», село увійшло до складу Черниччинської сільської громади.
19 липня 2020 року, в результаті адміністративно-територіальної реформи та ліквідації Охтирського району(1923-2020), село увійшло до складу новоутвореного Охтирського району.

## Населення

### Мова
Розподіл населення за рідною мовою за даними перепису 2001 року:
| Мова       | Відсоток |
| ---------- | -------- |
| українська | 95,88%   |
| російська  | 4,12%    |

## Відомі люди
В селі народився:
- Багата Ніна Павлівна (1943) — українська поетеса.
- Більченко Вадим Анатолійович (1973—2022) — майстер-сержант Збройних Сил України, учасник російсько-української війни.[4].
- Головченко Іван Петрович (1941) — український письменник.